# Nâçerî
Pour les articles homonymes, voir Naceri.
Le Nâçerî est un célèbre traité d'hippologie rédigé en l’an 1333, par Abou Bakr Ibn Badr Eddîn Ibn El Moundir El Baïtar, à la demande du sultan mamelouk Mohamed Ibn Qalâoun, aussi appelé sultan Ennâcer (victorieux), d’où le nom de Naceri (relatif à Nacer).
De tous les traités d’hippiatrique, le Nâçerî est probablement le plus connu, en raison de l’attention que lui a portée le docteur Perron qui publia, entre 1852 et 1960, trois volumes de commentaires de la traduction du manuscrit n° 2814 de la Bibliothèque nationale de France. Ceci devait apporter aux professionnels de l’époque les éléments appuyant une croyance déjà forte en la qualité des « vétérinaires » arabes.